# Inhibidors de molècules petites
Els inhibidors de molècules petites són compostos petits, amb una mida inferior a 500Da, emprats com a fàrmacs dirigits per inhibir la funció de proteïnes diana a l'organisme.
La seva administració és per via oral i tenen la capacitat de translocar-se a través de les membranes plasmàtiques per unir-se a dianes intracel·lulars i bloquejar la seva activitat, fet que els fa útils per al tractament de diverses malalties on s'inclouen les patologies reumàtiques i diversos tipus de càncer. Son més específiques respecte a les teràpies tradicionals, es dirigeixen contra elements concrets com receptors extracel·lulars, proteïnes antiapoptótiques, residus aminoacídics, metal·loproteases, xaperones i altres molècules claus en vies de transducció de senyals. Es tracta de medicaments rentables en l'àmbit econòmic.

## Teràpies contra el càncer basades en inhibidors de molècules petites
Més de 20 teràpies contra el càncer consistents en inhibidors de molècules petites (la majoria dirigides contra cinases) han sigut aprovades per al seu ús i funcionen amb èxit.  Es troben disponibles assaigs clínics en desenvolupament. Destaquen els fàrmacs següents:
| Diana molecular                     | Molècula petita | Diana específica                                          | Càncer tractat                                               | Estat clínic |
| Tirosina i Serina/Treonina quinases | Imanitib        | Bcr-Abl                                                   | Leucèmia mielogènica crònica positiva a cromosoma Filadèlfia | Aprovat per l'FDA al 2001 |
| Tirosina i Serina/Treonina quinases | Gefitinib       | EGFR                                                      | Carcinoma pulmonar no microcític                             | Aprovat per l'FDA al 2003 |
| Tirosina i Serina/Treonina quinases | Erlotinib       | EGFR                                                      | Carcinoma pulmonar no microcític Carcinoma pancreàtic        | Aprovat per l'FDA al 2005 |
| Tirosina i Serina/Treonina quinases | Sunitinib       | VEGFR2, RET, PDGFR, FLT-3, KIT, CSF-1                     | Carcinoma de cèl·lules renals                                | Aprovat per l'FDA al 2006 |
| Tirosina i Serina/Treonina quinases | Lapatinib       | EGFR, HER2/neu                                            | Càncer de mama                                               | Aprovat per l'FDA al 2007 |
| Tirosina i Serina/Treonina quinases | Nilotinib       | Bcr-Abl, KIT, LCK                                         | Leucèmia mielogènica crònica                                 | Aprovat per l'FDA al 2007 |
| Tirosina i Serina/Treonina quinases | Sorafenib       | B-Raf, VEGFR2, EGFR, PDGFR                                | Carcinoma hepatocel·lular                                    | Aprovat per l'FDA al 2007 |
| Tirosina i Serina/Treonina quinases | Temsirolimus    | mTOR                                                      | Carcinoma de cèl·lules renals                                | Aprovat per l'FDA al 2007 |
| Tirosina i Serina/Treonina quinases | Everolimus      | mTOR                                                      | Carcinoma de cèl·lules renals                                | Aprovat per l'FDA al 2009 |
| Tirosina i Serina/Treonina quinases | Pazopanib       | c-KIT, FGFR, PDGFR, VEGFR                                 | Carcinoma de cèl·lules renals Sarcoma de teixits tous        | Aprovat per l'FDA al 2009 |
| Tirosina i Serina/Treonina quinases | Crizotinib      | HGFR                                                      | Carcinoma pulmonar no microcític                             | Aprovat per l'FDA al 2011 |
| Tirosina i Serina/Treonina quinases | Ruxolitinib     | Jak1, Jak2                                                | Mielofibrosi primària                                        | Aprovat per l'FDA al 2011 |
| Tirosina i Serina/Treonina quinases | Axitinib        | VEGFR1-3, cKIT, PDGFR                                     | Carcinoma de cèl·lules renals                                | Aprovat per l'FDA al 2012 |
| Tirosina i Serina/Treonina quinases | Bosutinib       | Src, Bcr-Abl                                              | Leucèmia mielogènica crònica positiva a cromosoma Filadèlfia | Aprovat per l'FDA al 2012 |
| Tirosina i Serina/Treonina quinases | Cabozantinib    | c.Met, VEGFR2                                             | Càncer medul·lar de tiroides                                 | Aprovat per l'FDA al 2012 |
| Tirosina i Serina/Treonina quinases | Ponatinib       | Bcr-Abl                                                   | Leucèmia mieloide crònica Leucèmia limfoblàstica aguda       | Aprovat per l'FDA al 2012 |
| Tirosina i Serina/Treonina quinases | Regorafenib     | VEGFR1-3, c-Kit, TIE-2, PDGFR-β, FGFR-1, RET, Raf-1, BRAF | Càncer colorrectal metastàtic                                | Aprovat per l'FDA al 2012 |
| Tirosina i Serina/Treonina quinases | Ibrutinib       | Tirosina quinasa de Bruton                                | Limfoma de cèl·lules del mantell                             | Aprovat per l'FDA al 2013 |
| Tirosina i Serina/Treonina quinases | Trametinib      | MEK                                                       | B-RAF 600E/K-melanoma mutant metastàtic                      | Aprovat per l'FDA al 2013 |
| Tirosina i Serina/Treonina quinases | Perifosine      | Akt                                                       | Càncer colorrectal Mieloma múltiple                          | Aprovat com a fàrmac orfe per al mieloma múltiple i el neuroblastoma Fase II d'assaig clínic per al càncer de colon metastàsic. |
| Proteosomes                         | Bortezomib      | 26S proteosoma                                            | Mieloma múltiple                                             | Aprovat per l'FDA al 2003 |
| Proteosomes                         | Carfilzomib     | 20S proteosoma                                            | Mieloma múltiple                                             | Aprovat per l'FDA al 2012 |
| MMPs i HSPs                         | Batimastat      | MMPs d'ampli espectre                                     | Diversos tumors                                              | Pendent d'aprovació |
| MMPs i HSPs                         | Ganetespib      | HSP 90                                                    | Múltiples càncers                                            | Fase III d'assaig clínic |
| MMPs i HSPs                         | NVP-AUY922      | HSP 90                                                    | Diversos tumors                                              | Fase II d'assaig clínic |
| Apoptosi                            | Obatoclax       | Família de proteïnes Bcl-2                                | Leucèmia Limfoma Mielofibrosi                                | Fase II d'assaig clínic |
| Apoptosi                            | Navitoclax      | Bcl-xL, Bcl-2 i Bcl-w                                     | Limfoma Leucèmia limfocítica crònica                         | Fase II d'assaig clínic |

## Limitacions i efectes adversos
Existeixen certes limitacions a considerar per tal de reduir la taxa de fracàs causada per la toxicitat associada a la unió de l'inhibidor amb la proteïna diana, entre d'altres. La majoria de molècules petites tenen una temps de semivida reduït i requereixen una dosificació diària en comparació amb els anticossos monoclonals amb una semivida més llarga.